# Sparattanthelium glabrum
Sparattanthelium glabrum är en tvåhjärtbladig växtart. Sparattanthelium glabrum ingår i släktet Sparattanthelium och familjen Hernandiaceae.

## Underarter
Arten delas in i följande underarter:
- S. g. angustatum
- S. g. glabrum